# Джуэл
Джуэл Килчер (англ. Jewel Kilcher; род. 23 мая 1974) — американская певица, композитор, актриса, филармонистка и автор песен, известна в большей степени под своим главным именем, Jewel. В Европе, Индонезии, Филиппинах, Канаде, и Австралии её альбомы пользуются такой же большой популярностью, как и в Соединённых Штатах.

## Ранние годы
Джуел родилась в Пейсоне, штат Юта, в семье немецкоговорящих иммигрантов из Швейцарии, Атца Килчера и Ленедры Кэрролл. Она кузина актрисы К’Орианки Килчер. Большую часть детства она провела в Хомере, штат Аляска, живя вместе с отцом. Вместе с отцом они иногда зарабатывали на проживание пением в барах и тавернах. Так она научилась исполнять ковбойские песни в стиле йодль, что очень хорошо видно во многих её произведениях. Её отец был мормоном, но они прекратили посещать церковь незадолго до того, как Джуэл исполнилось восемь лет.
Джуэл училась играть на гитаре в то время, когда она училась в престижной Академии Искусств в Интерлокене, штат Мичиган, где она специализировалась на оперном голосе. Она начала писать песни, когда ей было семнадцать.

## Карьера
В 1993 году с Джуэл познакомился Фли, басист Red Hot Chili Peppers. Увидев её выступление в местном кафе, он зашёл в её трейлер, где она жила, и она спела ему ещё несколько своих песен. Он описал её голос как «красивый» и «захватывающий дух». Именно благодаря этому выступлению в кафе её заметили в Atlantic Records. Свой дебютный альбом Pieces of You она записала когда ей было девятнадцать, и он был выпущен в 1995 году. Некоторые песни с альбома были записаны в том же самом кафе. Альбом продержался в Billboard Top 200 целых 2 года, достигнув наилучшей позиции — 4-го места. Альбом подарил всем такие хиты как «You Were Meant for Me», «Who Will Save Your Soul» и «Foolish Games». Альбом пользовался огромным успехом и в конечном счете был продан в США тиражом 12 миллионов экземпляров — больше чем все остальные её альбомы вместе взятые.
Оригинальная версия песни «Who Will Save Your Soul» была удалена с окончательной версии альбома когда Джуэл вернулась в студию и переделала песню для радио. Вместо гитары были добавлены другие инструменты и в песню было внесено больше поп-звучания, стихи были значительно сокращены, и появилась радиоверсия сингла. Эта песня также вошла в саундтрек бразильского сериала «Жестокий ангел», став темой главной отрицательной героини.
Музыка Джуэл отмечена за её абсолютную честность и проникновенный самоанализ. Однако, как это бывает со многими исполнителями, некоторые из её песен не основаны на реальных событиях, произошедших в её жизни. Её песни не поддаются классификации, но частое гитарное сопровождение порой характеризовалось как фолк или смешанный фолк-поп. Несмотря на все, её музыка главным образом расценивается как поп-музыка и пользуется большой популярностью на самых разных музыкальных радиостанциях.
Благодаря своему успеху она была удостоена чести исполнять национальный гимн на церемонии открытия Супер Кубка в январе 1998 года.
В ноябре 1998 года Джуэл выпустила свой второй альбом Spirit Альбом достиг 3 места в on Billboard 200 был продан тиражом 4 миллиона копий в США. Песни «Hands» и «Down So Long» попали в Top 10. Затем последовали такие синглы, как новая версия «Jupiter (Swallow The Moon)», «What’s Simple Is True», заглавная песня к её будущему фильму, и благотворительный сингл «Life Uncommon».
Годом позже, в ноябре 1999 года, Джуэл выпустила праздничный альбом Joy: A Holiday Collection. Альбом был продан тиражом более миллиона копий и достиг 32 места в Billboard 200.
В ноябре 2001 года Был выпущен альбом This Way, который достиг 9 места в Billboard 200 и был продан тиражом более миллиона копий в США и встретил резкую критику. Джуэл попала в Top 10 с песней «Standing Still» и в Top 40 с песней «Break Me». Также были выпущены синглы «This Way» и «Serve The Ego», последний стал первым для Джуэл клубным хитом номер один.
В 2003 году Джуэлl в корне изменив своему стилю, выпустив альбом 0304. Она заявила: «Я хочу сделать запись, которая была бы современной интерпретацией музыки великих групп прошлых лет. Запись, которая была бы наполнена лиризмом, как у Кола Портера, в которой также было бы много свинга. И все это во многом благодаря Лестеру, потому что когда я сказала ему, что хочу сделать запись, в которой были бы соединены танцевальная музыка, урбан и фолк, он не взглянул на меня, как будто бы слушал сумасшедшую.» Одни поклонники рассматривали 0304 как инновационный альбом, который сохранил традиции её предыдущих альбомов, другие считали, что её новое направление принесло неприятные изменения её фолковому звучанию.
В видеоклипе на первый сингл с альбома, песню «Intuition» она танцует едва одетой — на ней только бюстгальтер и бикини. Песня с музыкальным стилем, нехарактерным для Джуэлl, наполненная попсовыми битами, и видео были своего рода ироничным социальным комментарием о мире музыки, что вызвало немало удивления, если считать, что Джуэл фактически стала тем, что она и высмеивает, особенно учитывая тот факт, что песня использовалась компанией Schick для рекламы новой женской бритвы Intuition. Песня попала в Top 20, а альбом 0304 дебютировал на 2 месте в Billboard 200, тем самым достигнув наивысшей позиции, до которой она когда-либо добиралась. Следующий сингл «Stand» не помог альбому продвинуться дальше. Альбом был продан в США тиражом всего в 900,000 копий, став самым неудачным её альбомом. «0304» стал самым продаваемым альбомом Джуэл вl Австралии, несмотря на то, что он был прохладно встречен где-либо ещё.
2 мая 2006 года Джуэл выпустила шестой альбом, Goodbye Alice In Wonderland. Альбом получил самые разные отзывы, но все-таки смог дебютировать на 8 месте в Billboard Albums Chart. Альбом был продан тиражом 82,000 копий в первую неделю продаж. Первый сингл «Again and Again» отметился незначительным успехом в хит-параде Top 40 Radio, достигнув 16 места. Второй сингл, «Good Day», был выпущен на радиостанции в конце июня, но не смог набрать должной силы в чартах проигрывания песен. На песню «Only One Too» было сделано несколько ремиксов, включая танцевальную версию. Сингл появился в продаже 10 октября 2006 года. Совсем недавно видео на песню «Stephenville, TX», её следующий сингл можно было увидеть на Yahoo!. К декабрю 2006 года продажи альбома едва достигли 270,000 копий. Это означает, что это единственный её альбом, не получивший сертификат золотого.

## Личная жизнь
С 7 августа 2008 года Джуэл замужем за ковбоем Таем Мюрреем и она объявила о расставании с ним 2 июля 2014 года. У супругов есть сын — Кейз Таунс Мюррей (род.11.07.2011).

## Дискография

### Альбомы
| Год  | Название                    | Позиция в чартах | Позиция в чартах | Тираж в США  |
| Год  | Название                    | U.S.             | AUS              | Тираж в США  |
| ---- | --------------------------- | ---------------- | ---------------- | ------------ |
| 1995 | Pieces of You               | 4                | 5                | 12 миллиона  |
| 1998 | Spirit                      | 3                | 5                | 4.5 миллиона |
| 1999 | Joy: A Holiday Collection   | 32               |                  | 1 миллион    |
| 2001 | This Way                    | 9                | 6                | 1.5 миллиона |
| 2003 | 0304                        | 2                | 10               | 900,000      |
| 2006 | Goodbye Alice in Wonderland | 8                | 17               | 270,000      |
| 2007 | Greatest Hits               | T.B.D.           | T.B.D.           | T.B.D.       |
| 2008 | Perfectly Clear             | 8                | 28               | 221,000      |
| 2010 | Sweet And Wild              |                  |                  |              |

### Синглы
| Год  | Название                                          | Альбом                               | Позиция в чартах | Позиция в чартах | Позиция в чартах |
| Год  | Название                                          | Альбом                               | U.S.             | AUS              | UK               |
| ---- | ------------------------------------------------- | ------------------------------------ | ---------------- | ---------------- | ---------------- |
| 1995 | «Who Will Save Your Soul»                         | Pieces of You                        | 11               |                  | 52               |
| 1997 | «You Were Meant For Me»                           | Pieces of You                        | 2                | 2                | 32               |
| 1997 | «Foolish Games»                                   | Pieces of You                        | 2                | 12               |                  |
| 1997 | «Morning Song»                                    | Pieces of You                        |                  |                  |                  |
| 1998 | «Hands»                                           | Spirit                               | 6                | 25               | 41               |
| 1999 | «Down So Long»                                    | Spirit                               | 59               |                  | 38               |
| 1999 | «Jupiter (Swallow the Moon)»                      | Spirit                               |                  |                  |                  |
| 1999 | «What’s Simple Is True»                           | Spirit                               |                  |                  |                  |
| 1999 | «Life Uncommon»                                   | Spirit                               |                  |                  |                  |
| 2001 | «Standing Still»                                  | This Way                             | 25               | 32               |                  |
| 2002 | «Break Me»                                        | This Way                             |                  |                  |                  |
| 2002 | «This Way»                                        | This Way                             |                  |                  |                  |
| 2002 | «Serve the Ego»                                   | This Way                             |                  |                  |                  |
| 2003 | «Intuition»                                       | 0304                                 | 20               | 4                | 52               |
| 2003 | «Stand»                                           | 0304                                 |                  | 21               |                  |
| 2003 | «2 Become 1»                                      | 0304                                 |                  | 49               |                  |
| 2006 | «Goodbye Alice In Wonderland» / «Again and Again» | Goodbye Alice In Wonderland          | 80               | 38               |                  |
| 2006 | «Good Day»                                        | Goodbye Alice In Wonderland          |                  |                  |                  |
| 2006 | «Only One Too/Stephenville, TX»                   | Goodbye Alice In Wonderland          |                  |                  |                  |
| 2007 | «Quest For Love»                                  | Arthur and the Invisibles Soundtrack |                  |                  |                  |
| 2007 | «Anybody But You»                                 | Jewel's Country Album                | TBR              | TBR              | TBR              |
| 2008 | «Stronger Woman»                                  | Perfectly Clear                      |                  |                  |                  |

## Награды и номинации

### 1996
- MTV Video Music Awards: Лучшее женское видео — Who Will Save Your Soul
- MTV Video Music Awards: Лучший новый исполнитель — Who Will Save Your Soul

### 1997
- American Music Awards: Избранный новый исполнитель
- American Music Awards: Избранный поп/рок исполнитель
- VH1 Vogue Fashion Awards: Most Fashionable Video: Foolish Games
- Grammy Awards: Лучший новый исполнитель
- Grammy Awards: Лучшее женское вокальное поп исполнение — Who Will Save Your Soul
- MTV Video Music Awards: Лучшее женское видео — You Were Meant For Me
- MTV Video Music Awards: Viewer’s Choice — You Were Meant For Me (Nominated)
- MTV Video Music Awards: Video of the Year — You Were Meant For Me (Nominated)
- Billboard Magazine: #1 Female Singles Artist of the Year
- Billboard Magazine: Top 40 Artist of the Year

### 1998
- American Music Awards: Favorite Female Artist (Nominated)
- American Music Awards: Favorite LP — Pieces of You (Nominated)
- Grammy Awards: Лучшее женское вокальное поп исполнение — Foolish Games (Nominated)

### 1999
- Blockbuster Music Awards: Favorite Female Arist — Modern Rock
- Audie Award: Best Spoken Word Album — A Night Without Armor
- Governor's Award (Los Angeles NARAS Chapter) — Songwriting Awards

### 2003
- Radio Music Awards: Best Hookup Song — Intuiton
- Regis and Kelly Awards: Favorite Musical Guest

Jewel также попала в Книгу рекордов Гиннесса за сингл «You Were Meant For Me (Radio Edit) /Foolish Games», дольше всего продержавшийся в чарте.